# Kolja
Kolja là bộ phim của Cộng hòa Séc, do Jan Svěrák đạo diễn, kể về một câu chuyện người đàn ông trung niên theo đuổi một phụ nữ trong bối cảnh Tiệp Khắc có những chuyển biến chính trị cuối thập niên 1980. Phim giành giải Oscar phim tiếng nước ngoài hay nhất, giải Quả cầu vàng phim tiếng nước ngoài hay nhất, giải Sư tử phim hay nhất của Czech... Phim công chiếu năm 1996, bằng tiếng Séc, Slovak và tiếng Nga. Tại Séc, có 1.345.442 lượt người xem, được xem là cao. Phim cũng chiếu tại trên 40 quốc gia khác.

## Diễn viên
| Vai diễn       | Diễn viên         |
| -------------- | ----------------- |
| Kolya          | Andrei Chalimon   |
| Louka          | Zdeněk Svěrák     |
| Klára          | Libuše Šafránková |
| Mr. Brož       | Ondřej Vetchý     |
| Louka's mother | Stella Zázvorková |